# Setagrotis invenusta
Setagrotis invenusta là một loài bướm đêm trong họ Noctuidae.